# Meridiano 80 oeste
El Meridiano 80 oeste de Greenwich es una línea de longitud que se extiende desde el Polo Norte cruzando el Océano Ártico, Norteamérica, el Océano Atlántico, el Mar Caribe, Panamá, Suramérica, el océano Pacífico y la Antártica hasta llegar al polo sur.
En la Antártica, este meridiano define el límite oeste del territorio reclamado del Reino Unido y pasa a través del territorio reclamado por Chile, ya que ambos se traslapan.
El meridiano 80 oeste forma un gran círculo con el Meridiano 100 este.

## De polo a polo
Del polo norte al polo sur, este meridiano atraviesa:
| Coordenadas                      | País, territorio o mar | Notas |
| -------------------------------- | ---------------------- | --- |
| 90°0′N 80°0′O / 90.000, -80.000  | Océano Ártico          | |
| 82°56′N 80°0′O / 82.933, -80.000 | Canadá                 | Nunavut — Isla de Ellesmere |
| 76°14′N 80°0′O / 76.233, -80.000 | Estrecho de Jones      | Al oeste de Isla Coburg, Nunavut, Canadá (75°52′N 79°45′O / 75.867, -79.750) |
| 75°33′N 80°0′O / 75.550, -80.000 | Canadá                 | Nunavut — Devon Island y Isla Philpots |
| 74°50′N 80°0′O / 74.833, -80.000 | Bahía de Baffin        | |
| 73°44′N 80°0′O / 73.733, -80.000 | Canadá                 | Nunavut — Isla Bylot |
| 72°53′N 80°0′O / 72.883, -80.000 | Estrello Eclipse       | |
| 72°31′N 80°0′O / 72.517, -80.000 | Canadá                 | Nunavut — Isla Ragged e Isla de Baffin |
| 69°57′N 80°0′O / 69.950, -80.000 | Bahía Murray Maxwell   | |
| 72°31′N 80°0′O / 72.517, -80.000 | Canadá                 | Nunavut — Isla Jens Munk |
| 69°30′N 80°0′O / 69.500, -80.000 | Cuenca Foxe            | |
| 65°30′N 80°0′O / 65.500, -80.000 | Canal de Foxe          | Al este de Isla de Southampton, Nunavut, Canadá (63°46′N 80°9′O / 63.767, -80.150) |
| 63°4′N 80°0′O / 63.067, -80.000  | Bahía de Hudson        | |
| 62°19′N 80°0′O / 62.317, -80.000 | Canadá                 | Nunavut — Isla Mansel |
| 61°43′N 80°0′O / 61.717, -80.000 | Bahía de Hudson        | |
| 59°53′N 80°0′O / 59.883, -80.000 | Canadá                 | Nunavut — Isla Gilmour |
| 59°48′N 80°0′O / 59.800, -80.000 | Hudson Bay             | Al oeste de Isla Split, Nunavut, Canadá |
| 56°19′N 80°0′O / 56.317, -80.000 | Canadá                 | Nunavut — Isla Kugong y la Isla Flaherty |
| 55°54′N 80°0′O / 55.900, -80.000 | Bahía de Hudson        | |
| 54°41′N 80°0′O / 54.683, -80.000 | Bahía James            | |
| 53°23′N 80°0′O / 53.383, -80.000 | Canadá                 | Nunavut — Isla North Twin |
| 53°14′N 80°0′O / 53.233, -80.000 | Bahía James            | Al oeste de Isla North Twin, Nunavut, Canadá (53°7′N 79°56′O / 53.117, -79.933) |
| 51°14′N 80°0′O / 51.233, -80.000 | Canadá                 | Ontario |
| 42°48′N 80°0′O / 42.800, -80.000 | Lago Erie              | |
| 42°10′N 80°0′O / 42.167, -80.000 | Estados Unidos         | Pensilvania — Pasando por Pittsburgh (40°26′N 80°0′O / 40.433, -80.000) Virginia Occidental —39°43′N 80°0′O / 39.717, -80.000 Virginia —38°0′N 80°0′O / 38.000, -80.000 Carolina del Norte —36°32′N 80°0′O / 36.533, -80.000 Carolina del Sur —34°48′N 80°0′O / 34.800, -80.000, pasando por Charleston (32°52′N 80°0′O / 32.867, -80.000) |
| 32°37′N 80°0′O / 32.617, -80.000 | Océano Atlántico       | Pasando al este de Palm Beach, Florida, Estados Unidos (26°42′N 80°1′O / 26.700, -80.017) Pasando por el Atolón de Placer de los Roques, Bahamas (24°4′N 80°0′O / 24.067, -80.000) |
| 23°3′N 80°0′O / 23.050, -80.000  | Cuba                   | |
| 21°44′N 80°0′O / 21.733, -80.000 | Mar Caribe             | |
| 19°43′N 80°0′O / 19.717, -80.000 | Islas Caimán           | Isla Pequeña Caimán |
| 19°42′N 80°0′O / 19.700, -80.000 | Mar Caribe             | |
| 9°20′N 80°0′O / 9.333, -80.000   | Panamá                 | |
| 8°26′N 80°0′O / 8.433, -80.000   | Golfo de Panamá        | |
| 7°31′N 80°0′O / 7.517, -80.000   | Panamá                 | Pasando por la punta de la Península de Azuero |
| 7°28′N 80°0′O / 7.467, -80.000   | Océano Pacífico        | |
| 0°49′N 80°0′O / 0.817, -80.000   | Ecuador                | Tierras continentales y la Isla Puná |
| 4°22′S 80°0′O / -4.367, -80.000  | Perú                   | Departamento de Piura Departamento de Lambayeque — desde 5°41′S 80°0′O / -5.683, -80.000 |
| 6°44′S 80°0′O / -6.733, -80.000  | Océano Pacífico        | Pasando cerca de Islas Desventuradas, Chile (26°19′S 80°0′O / -26.317, -80.000) · Pasando a cierta distancia del Archipiélago Juan Fernández, Chile (33°40′S 80°0′O / -33.667, -80.000) |
| 60°0′S 80°0′O / -60.000, -80.000 | Océano Antártico       | |
| 73°2′S 80°0′O / -73.033, -80.000 | Antártica              | Define el límite oeste del territorio reclamado por el Reino Unido y pasa a través del territorio reclamado por Chile, ya que ambos se traslapan. |